# 防城区

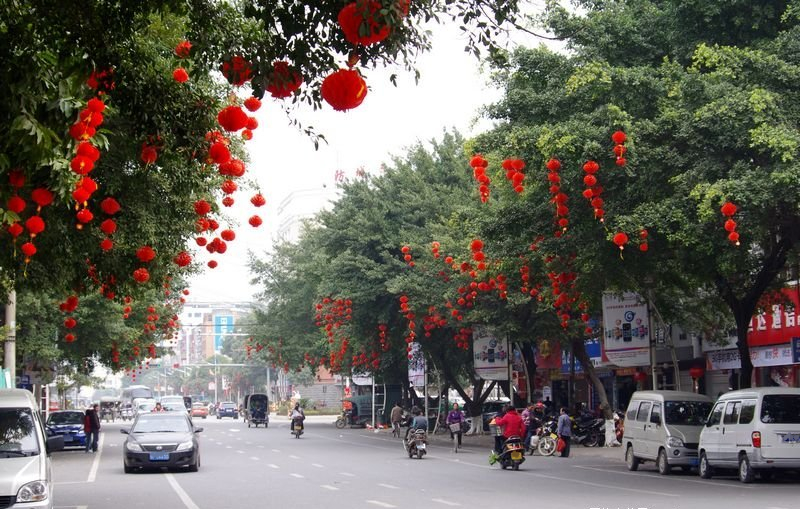

防城区（郵政式拼音：Fongshing）是中国广西壮族自治区防城港市所辖的一个市辖区。1958年建立防城各族（京、瑤、苗）自治縣，1993年撤縣設區，繼續享受民族自治縣經濟政策待遇。总面积为2,445平方公里，區人民政府駐防城鎮。

## 行政区划
防城区下辖3个街道办事处、8个镇、1个乡、1个民族乡：
水营街道、珠河街道、文昌街道、大菉镇、华石镇、那梭镇、那良镇、峒中镇、江山镇、茅岭镇、扶隆镇、滩营乡和十万山瑶族乡。

## 人口
根據第七次人口普查數據，截至2020年11月1日零時，防城區常住人口為390961人。

## 交通

### 公路
- 钦东高速、 欽防高速公路、 210国道、 219国道、 228国道

### 鐵路
- 防城港北站：欽防鐵路

## 风景名胜
- 潭蓬運河

## 特产
防城金花茶：中国地理标志产品。